# Swedish Open 2017 - Qualificazioni singolare femminile
Le qualificazioni del singolare femminile dello Swedish Open 2017 sono state un torneo di tennis preliminare per accedere alla fase finale della manifestazione. Le vincitrici dell'ultimo turno sono entrate di diritto nel tabellone principale. In caso di ritiro di una o più giocatrici aventi diritto a queste sono subentrati le lucky loser, ossia le giocatrici che hanno perso nell'ultimo turno ma che avevano una classifica più alta rispetto alle altre partecipanti che avevano comunque perso nel turno finale.

## Teste di serie
1. Kateryna Kozlova (qualificata)
2. Danka Kovinić (primo turno, ritirata)
3. Barbora Krejčíková (qualificata)
4. Arantxa Rus (qualificata)
5. Quirine Lemoine (ultimo turno)
6. Martina Trevisan (qualificata)

1. Viktoriya Tomova (ultimo turno, Lucky loser)
2. Louisa Chirico (ultimo turno)
3. Polina Monova (primo turno)
4. Alexandra Cadanțu (primo turno, ritirata)
5. Başak Eraydın (ultimo turno)
6. Sílvia Soler Espinosa (ultimo turno)

## Qualificate
1. Kateryna Kozlova
2. Cornelia Lister
3. Barbora Krejčíková

1. Arantxa Rus
2. Irina Bara
3. Martina Trevisan

### Lucky loser
1. Viktoriya Tomova

## Tabellone

### Legenda
| - Q = Qualificato - WC = Wild card - LL = Lucky loser | - ALT = Alternate - SE = Special Exempt - PR = Protected Ranking | - w/o = Walkover - r = Ritirato - d = Squalificato |

### Sezione 1
|  | Primo turno | Primo turno      | Primo turno      | Primo turno | Primo turno |  |  | Ultimo turno | Ultimo turno     | Ultimo turno     | Ultimo turno | Ultimo turno |  |
|  |             |                  |                  |             |             |  |  |              |                  |                  |              |              |  |
|  | 1           | Kateryna Kozlova | Kateryna Kozlova | 6           | 6           |  |  |              |                  |                  |              |              |  |
|  |             | Karen Barritza   | Karen Barritza   | 1           | 2           |  |  | 1            | Kateryna Kozlova | Kateryna Kozlova | 6            | 6            |  |
|  |             | Alizé Lim        | 6                | 2           | 2           |  |  | 11           | Başak Eraydın    | Başak Eraydın    | 3            | 1            |  |
|  | 11          | Başak Eraydın    | 0                | 6           | 6           |  |  |              |                  |                  |              |              |  |

### Sezione 2
|  | Primo turno | Primo turno      | Primo turno      | Primo turno | Primo turno |  |  | Ultimo turno | Ultimo turno    | Ultimo turno | Ultimo turno | Ultimo turno |  |
|  |             |                  |                  |             |             |  |  |              |                 |              |              |              |  |
|  | 2           | Danka Kovinić    | 6                | 3           | 2r          |  |  |              |                 |              |              |              |  |
|  | WC          | Cornelia Lister  | 3                | 6           | 4           |  |  | WC           | Cornelia Lister | 6            | 2            | 6            |  |
|  |             | Dejana Radanović | Dejana Radanović | 5           | 4           |  |  | 8            | Louisa Chirico  | 4            | 6            | 4            |  |
|  | 8           | Louisa Chirico   | Louisa Chirico   | 7           | 6           |  |  |              |                 |              |              |              |  |

### Sezione 3
|  | Primo turno | Primo turno           | Primo turno           | Primo turno | Primo turno |  |  | Ultimo turno | Ultimo turno          | Ultimo turno          | Ultimo turno | Ultimo turno |  |
|  |             |                       |                       |             |             |  |  |              |                       |                       |              |              |  |
|  | 3           | Barbora Krejčíková    | 6                     | 3           | 6           |  |  |              |                       |                       |              |              |  |
|  |             | Anna Zaja             | 0                     | 6           | 4           |  |  | 3            | Barbora Krejčíková    | Barbora Krejčíková    | 6            | 6            |  |
|  | WC          | Ida Jarlskog          | Ida Jarlskog          | 2           | 1           |  |  | 12           | Sílvia Soler Espinosa | Sílvia Soler Espinosa | 0            | 2            |  |
|  | 12          | Sílvia Soler Espinosa | Sílvia Soler Espinosa | 6           | 6           |  |  |              |                       |                       |              |              |  |

### Sezione 4
|  | Primo turno | Primo turno            | Primo turno            | Primo turno | Primo turno |  |  | Ultimo turno | Ultimo turno   | Ultimo turno   | Ultimo turno | Ultimo turno |  |
|  |             |                        |                        |             |             |  |  |              |                |                |              |              |  |
|  | 4           | Arantxa Rus            | Arantxa Rus            | 6           | 6           |  |  |              |                |                |              |              |  |
|  |             | Aleksandrina Naydenova | Aleksandrina Naydenova | 4           | 2           |  |  | 4            | Arantxa Rus    | Arantxa Rus    | 6            | 6            |  |
|  | WC          | Ellen Allgurin         | Ellen Allgurin         | 6           | 6           |  |  | WC           | Ellen Allgurin | Ellen Allgurin | 2            | 0            |  |
|  | 9           | Polina Monova          | Polina Monova          | 1           | 2           |  |  |              |                |                |              |              |  |

### Sezione 5
|  | Primo turno | Primo turno             | Primo turno             | Primo turno | Primo turno |  |  | Ultimo turno | Ultimo turno    | Ultimo turno    | Ultimo turno | Ultimo turno |  |
|  |             |                         |                         |             |             |  |  |              |                 |                 |              |              |  |
|  | 5           | Quirine Lemoine         | Quirine Lemoine         | 6           | 6           |  |  |              |                 |                 |              |              |  |
|  |             | Varatchaya Wongteanchai | Varatchaya Wongteanchai | 3           | 1           |  |  | 5            | Quirine Lemoine | Quirine Lemoine | 4            | 63           |  |
|  |             | Irina Bara              | 6                       | 3           |             |  |  |              | Irina Bara      | Irina Bara      | 6            | 7            |  |
|  | 10          | Alexandra Cadanțu       | 2                       | 0           | r           |  |  |              |                 |                 |              |              |  |

### Sezione 6
|  | Primo turno | Primo turno           | Primo turno           | Primo turno | Primo turno |  |  | Ultimo turno | Ultimo turno     | Ultimo turno     | Ultimo turno | Ultimo turno |  |
|  |             |                       |                       |             |             |  |  |              |                  |                  |              |              |  |
|  | 6           | Martina Trevisan      | Martina Trevisan      | 6           | 6           |  |  |              |                  |                  |              |              |  |
|  | WC          | Kajsa Rinaldo Persson | Kajsa Rinaldo Persson | 4           | 1           |  |  | 6            | Martina Trevisan | Martina Trevisan | 6            | 7            |  |
|  |             | Jessica Moore         | 7                     | 4           | 1           |  |  | 7            | Viktoriya Tomova | Viktoriya Tomova | 3            | 65           |  |
|  | 7           | Viktoriya Tomova      | 5                     | 6           | 6           |  |  |              |                  |                  |              |              |  |